# Эпоха экстремальных наводнений
Эпоха экстремальных наводнений (ЭЭН) — гипотетическая эпоха, в течение которой четыре формы рельефа в Черноморско-Каспийской степи — морские низменности (морские трансгрессии), речные долины (прорывные паводки), морские трансгрессии (термокарстовые озера) и склоны (солифлюкционные потоки) — были широко затоплены. Предполагается, что катастрофические события той эпохи повлияли на доисторическую жизнь человека.

## История исследований
В 2002 году российский географ Андрей Чепалыга из Института географии Российской академии наук сформулировал теорию для объяснения природных явлений, а полевые исследования и лабораторные работы подтвердили эту теорию. Археологические данные показали, что этот период повлиял на жизнь человека. На первом этапе исследований были изучены источники экстремальных гидроклиматических явлений между 16000 и 18000 годами до нашей эры в Каспийском водосборном бассейне. Исследования были сосредоточены на источниках воды для этих событий, таких как внезапное наводнение в речных долинах и таяние вечной мерзлоты, увеличивающее водоразделы. Второй этап исследования включал хронологическую корреляцию событий с использованием стратиграфии, геоморфологии и радиоуглеродного датирования. После этого была проведена палеогидрологическая реконструкция бассейнов, включая их уровень, площадь, объем и водообмен между бассейнами. На основе археологических данных изучено влияние событий на жизнь доисторического человека. Целью исследования было полность описать тот период.

## Время и место
Во время дегляциации после максимального последнего оледенения северо-запад Евразии испытал широкомасштабное наводнение от Атлантического океана до реки Енисей, включая Субарктику и Гималаи: более 10 000 000 квадратных километров. Наводнение произошло в четырех формах рельефа: морские низменности, речные долины, водоразделы и склоны, и достигло своего пика 17 000–15 000 лет назад.

## Геология
Дно и прибрежные отложения бассейнов, а также их окаменелости содержат геологические свидетельства ЭЭН. В Прикаспийском бассейне донные отложения, относящиеся к эпохе, по ряду признаков отличаются от нижележащих и вышележащих слоев  и из-за красновато-коричневого цвета называются «шоколадными глинами». Шоколадные глины и связанные с ними хвалынские отложения обычно имеют высоту 3–5 метров, иногда превышающую 20–25 метров. В первую очередь они ограничены Прикаспийской низменностью, от современного побережья Каспия до предгорий окружающих гор.

### Стратиграфия
В морской толще Прикаспийского бассейна хвалынские слои располагаются выше позднехазарских (относящихся к последнему межледниковью) и ниже новокаспийских (голоценовых) отложений. От нижнехазарского слоя они отделены континентальными ательскими слоями, синхронными морским отложениям Ательского бассейна. Уровень последнего находился на 110–120 метров ниже современного уровня Каспия, другими словами, на 140–150 метров ниже уровня моря. В Прикаспийской впадине хвалынские отложения залегают преимущественно вблизи поверхности; ещё моложе (и выше в разрезе) лежат голоценовые пойменные озёрные и морские отложения.
Месторождения ЭЭН в Черноморском бассейне залегают в новоэвксинском этапе. На континентальном склоне и в глубоководной котловине они представляют собой светлую красновато-коричневую и бледно-желтую грязь толщиной 0,5–1 метр. По цвету они напоминают шоколадные глины Каспийского бассейна, а их возраст близок к возрасту последних (15 000 лет назад).

### Окаменелости
Индикаторами ЭЭН являются солоноватоводные виды моллюсков, близкие к современным северокаспийским видам. Среди них есть каспийские эндемичные виды семейства Limnocardiidae, такие как род Didacna Eichwald. Хотя последний в настоящее время не встречается за пределами Каспийского моря, он широко распространен в Азово-Черноморском бассейне в период плейстоцена до карангатской эры.
Брюхоногие моллюски представлены каспийскими эндемичными родами Caspia и Micromelania. Ракушки раннехвалынского комплекса отличаются небольшими размерами (в два-три раза меньше современных) и тонкими стенками. Комплекс обычно рассматривают как продукт холодного климата и низкой солености. Новочерноморские отложения содержат моллюсков каспийского типа.

## Евразийские бассейны

### Морские бассейны и водосбросы
Морские трансгрессии в бассейнах Черного и Каспийского морей сформировали ряд морей-озёр (Аральское , Каспийское и Чёрное и Мраморное море), соединенных водосбросами: река Узбой, Кумо-Манычская впадина, Босфор и Дарданеллы. Большой бассейн занимал площадь около 1 500 000 квадратных километров содержал до 700 000 кубических километров воды и 5 000 кубических километров (10 миллиардов тонн) соли. Выбрасывая более 60 000 кубических метров в секунду, он пролегал на 3 000 км с запада на восток (от Средиземноморья до Средней Азии ) и на 2 500 км (от 57 до 35° с.ш.) с севера на юг. Площадь ее водосборного бассейна составила более трех миллионов кубических километров.
Евразийская каскадная система морей и озер не имеет аналогов по акватории. Крупнейшая сегодня внутриконтинентальная озерная система (Великие озёра в Северной Америки) в шесть раз меньше (245 000 кв. км.), с объёмом воды в 30 раз меньшим (22 700 куб. км), стоком в четыре раза меньшим (14 000 м3/с) и водосборный бассейн в три раза меньше.
Пик наводнения, по-видимому, пришелся на бассейн Хвалыни (современное Каспийское море). Его уровень поднялся, а площадь увеличилась в шесть раз, до миллиона квадратных километров. Объем его воды увеличился вдвое (до 130 000 кубических км), соленость 10-12 ‰. Его воды вышли из Прикаспийской котловины вниз по Маныч-Керченскому водосбросу.